# Münch (westfälisches Adelsgeschlecht)

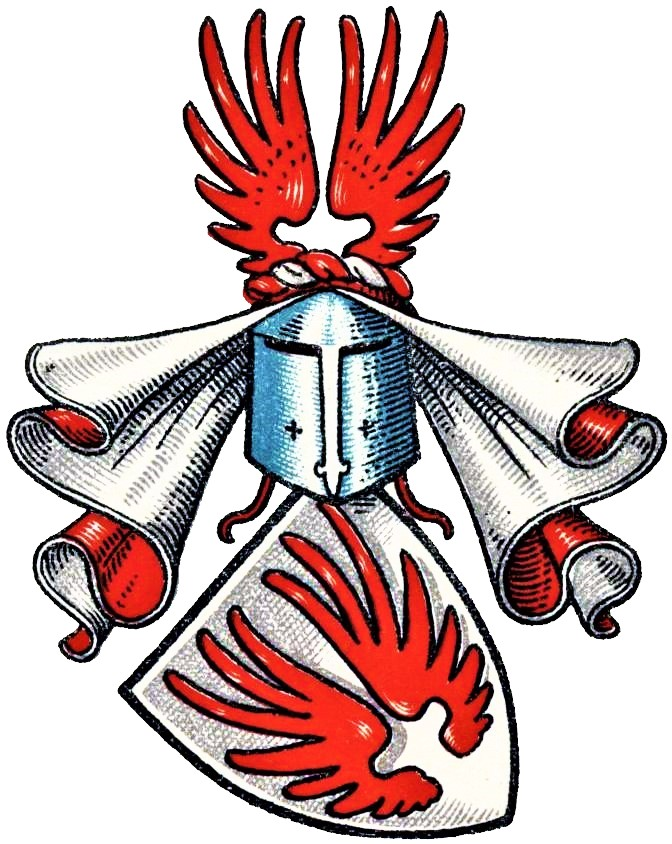
Wappen derer von Münch

Münch (auch Munnik, Mönch, Mönck, Monick, Monnich, Monnick, Münnich, Mönnich o. ä.) ist der Name eines erloschenen westfälisch-niedersächsischen Adelsgeschlechts.
Die Familie ist von den oldenburgischen Münnich und den westfälischen Monnich/Münnich zu unterscheiden.

## Geschichte
Die Herren von Münch gehörten dem Ritterstand im Stift Minden an und waren im braunschweigisch-lüneburgischen Raum begütert. Wohl schon im 13. Jahrhundert hatten sie Ellerburg als mindensches Lehen inne, und ein Justacius Münch wird 1272 als in der nahen Bauernschaft Destel besitzlich erwähnt. Auch 1397 wird Ellerburg als Gut des Statius von Münch (wohl Enkel des Justacius) erwähnt. Dieser wird 1361 als mindenscher Ministeriale genannt und war 1350 auf einem Hof in Wimmer bei Osnabrück besitzlich.
1333 wird ein Hermann Monik in Lübbecke genannt. 1430 stiftete die Familie die Vikarie St. Trinitatis et Nativitatis Beatae Mariae Virginis am Kollegiatstift St. Andreas in Lübbecke. Der vermeintliche Enkel des o. g. Statius, Hartecke (Harduin) von Mönnich, wurde von Bischof Heinrich von Minden (1473–1508) unter anderem mit zwei Burgmannshöfen in Lübbecke, einem Hof bei Blasheim und dem Tilemannshof zu Wedem belehnt. Dieser Hartecke geriet 1475 in eine Fehde, in deren Zuge er Albert von dem Bussche im Kloster Levern in der dortigen Kirche erstach, was den Bischof von Osnabrück und die Stadt zu einem Feldzug vor die Ellerburg veranlasste. Die blutige Fehde währte bis 1484. Ab 1510 erfolgte Erbteilung bei Harteckes Söhnen in die Linien Ellerburg (Statius von Münch, älter) und Benkhausen (Hardeke von Münch, jünger). Die Ellerburg geriet 1662 durch Heirat an Gerhard Mauritz Friedrich von Ripperda.
Die Familie ist 1773 mit dem braunschweigisch-lüneburgischen Oberhofmarschall Philipp von Münch zu Benkhausen im Mannesstamm erloschen. Dieser setzte den noch jugendlichen, späteren Kammerherrn, Philipp Clamor von dem Bussche zu Ippenburg als Universalerben ein, der unter kaiserlicher Genehmigung vom 14. Dezember 1773 beide Wappen miteinander vereinigte und sich fortan von der Busche-Münch schrieb.

## Familienangehörige (Auszüge)
Linie Ellerburg
- Haus EllerburgSohn N.N. des Statius von Münch, der 1397 als Herr zu Ellerburg erwähnt wurde
  - Hartecke (Harduin) von Mönnich zu Ellerburg (Fehde 1475; † um 1508)[7]; ⚭ Elska von Hadewig
    - Hardeke von Münch; ab 1510 Herr von Rittergut Benkhausen (siehe unten, Linie Benkhausen)
    - Statius von Münch, 1508, 1520 Besitzer von Ellerburg und 5 Höfen bei Blasheim als tecklenburgisches Lehen; ⚭ Gertrud von Schonebeck zu Ellerburg, beide 1558 erw.[8]
      - Statius von Münch († 10. Februar 1581 zu Ellerburg), 1557 vom Bischof Georg (1554–1566) belehnt, 1559 Burgmann zu Rahden; ⚭ (I) Anna von Behr (Tochter des N.N. Behr und N.N. von Alden); ⚭ (II) Anna von Erdmann († 1. November 1584)
        - Johann von Münch († 1598), ab 1581 Besitzer der Ellerburg, adliger Bürgermeister von Lübbecke; ⚭ (I) Elisabeth von Schloen gen. Gehle († 4. März 1587)[9]; ⚭ (II) Catharine von Barkhausen; nur Töchter, daher Erbe: Heinrich von Münch a. d. H. Benkhausen († 3. März 1616)
          - Sophia Elisabetha von Münch[10]; ⚭ Hermann von Mengersen
          - Anna Lucia von Münch zu Ellerburg[5]; ⚭ 1662 Gerhard Mauritz Friedrich von Ripperda[11]

Linie Benkhausen
- Schloss Benkhausen, 2015 Hardeke von Münch († v. 1549); ab 1510 Herr von Rittergut Benkhausen, 1525 mindensche Ritterschaft; ⚭ Anna von Zersen
  - Statius von Münch († v. 1595); ⚭ Elisabeth von der Decken[7]
    - Heinrich von Mönnich († 3. März 1616), gehört 1603 zur Lübbecker Ritterschaft (Ahnen: v. Münch, v. Zersen, v. d. Decken, v. Berge)
    - Hartke von Münch zu Benkhausen, 1641 adliger Bürgermeister in Lübbecke († 2. Juni 1648)[12]; ⚭ Margarethe von Klencke
      - Salomon Henrich von Münch (1605–1667), Landdrost, 1635 schwedischer Obristleutnant; ⚭ (I) Cousine Gertrud von Münch († 1658); ⚭ (II) Margarethe von Heyden, ohne Nachkommen
      - Stats Hartke von Münch († 1670), ab 1652 Werburg, 1668 Benkhausen; ⚭ v. 1635 Anna Ilse von Ledebur-Kettler, bringt Haus Werburg in die Ehe; ⚭ (II) Margareta von Ohr[13]
        - Haus Werburg, Torhaus (1904) Heinrich von Münch (* 1648; † 16. Dezember 1714), 1680 Drost zu Limberg und Rahden, ab 1693 mindenscher Landdrost. 1683 Umbau des Schlossgebäudes; ⚭ 1673 Charlotte von Grote († 1729)
          - Friedrich Joachim von Münch, Drost zu Limburg, erbt Haus Werburg
          - Johann von Münch, Oberstleutnant († 1730), und Bruder Stats Ludwig, besetzen gewaltsam Benkhausen bis zur Vertreibung 1730
          - Philipp von Münch, braunschweigisch-lüneburgischer Oberhofmarschall, Oberschenk zu Wolffenbüttel, Erbe auf Benkhausen und dem Hof zu Lübbecke († 22. April 1773)[6], setzt den kurhannoverschen Kammerherren Philipp Clamor von dem Bussche zu Ippenburg (1728–1808) zum Erben ein.

## Wappen
Blasonierung: In Silber ein offener roter Flug. Auf dem rot-silbern bewulsteten Helm mit rot-silbernen Decken der Flug.
Weitere Wappendarstellungen:

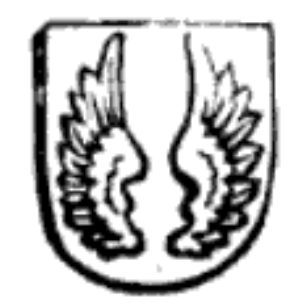
Wappen bei Anton Fahne, 1858
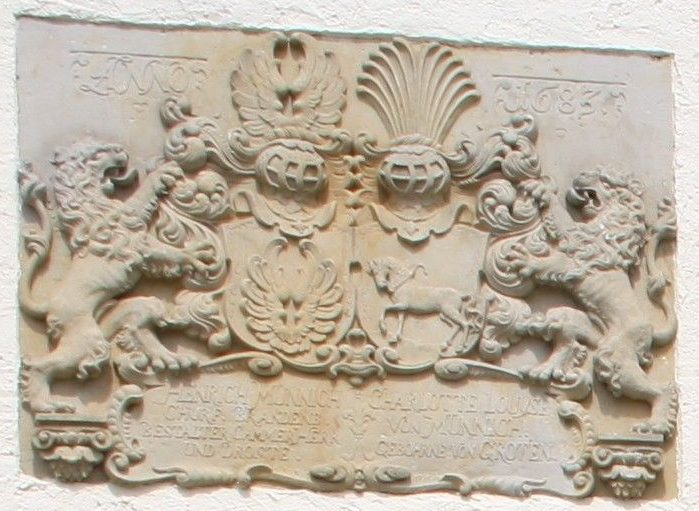
Allianzwappen Münch-Grote, Benkhausen, 1683
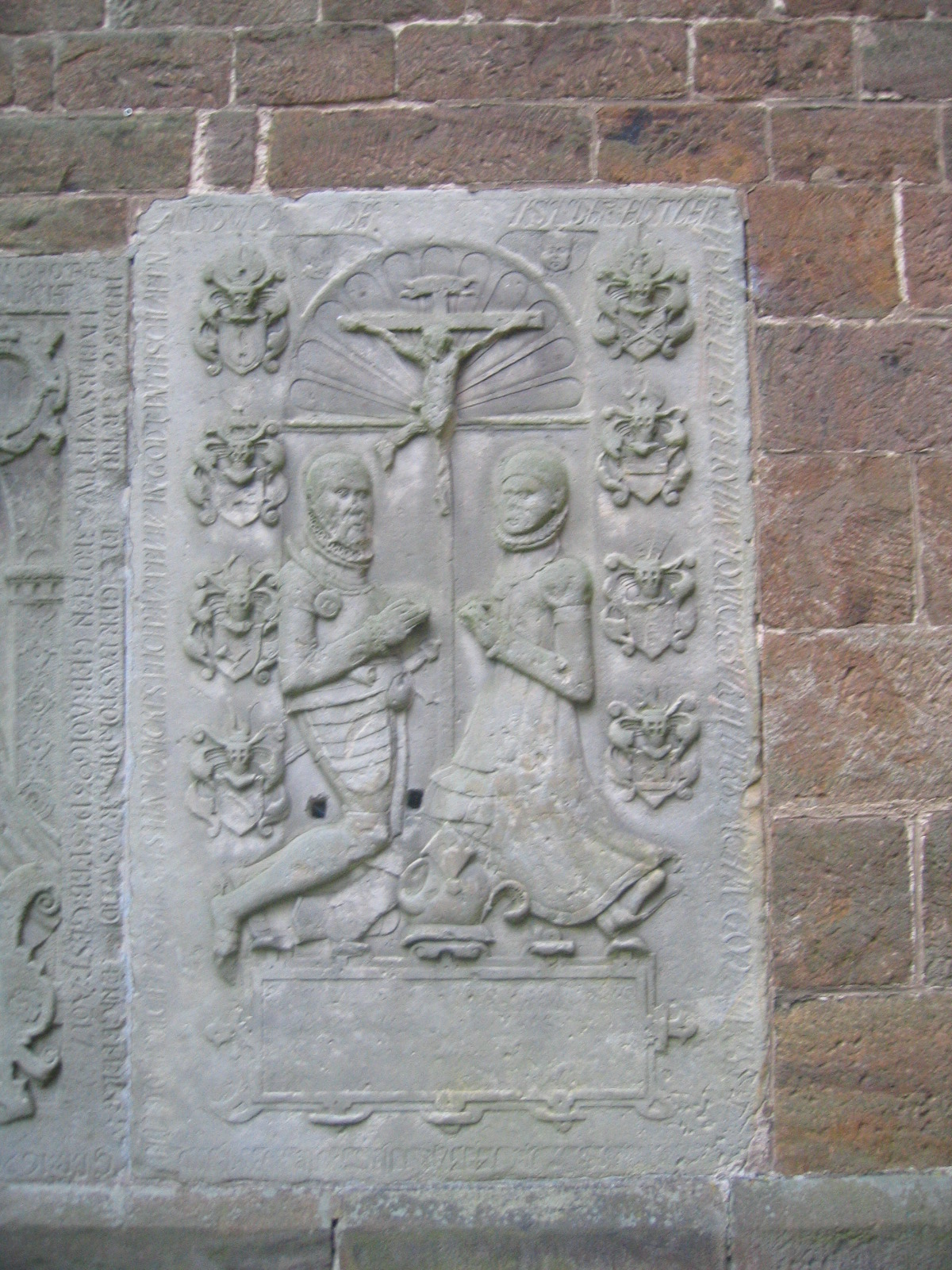
Epitaph Johann von Münch und Elisabeth von Schloen († 1587), Alswede
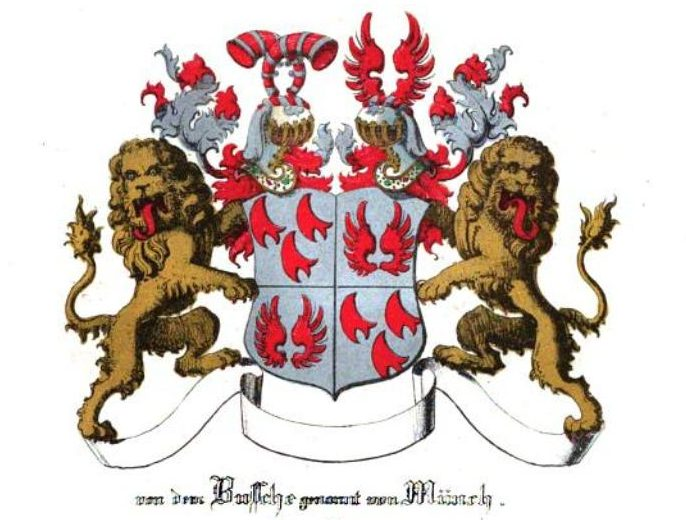
Wappen Bussche-Münch, 1852